# 广东宏大控股集团
廣東宏大控股集团股份有限公司（英語：Guangdong Hongda Holdings Group Co., Ltd.，深交所：002683）是一间于深圳证券交易所上市的公司，於1988年成立，前身为廣州市人民政府設立的「广东宏大爆破工程有限公司」，主要业务为民爆器材产品（含现场混装）、矿山基建剥离、整体爆破方案设计、爆破开采、矿物分装与运输，包括矿山工程施工、增项资质为爆破与拆除工程、土石方工程、地基与基础工程、隧道工程、以及境外工程承包，董事長為鄭炳旭。
現時主要股東為广东省广业资产经营有限公司，招股價為14.46元人民幣，發行新股為5,476万股，集資額為7.92亿元人民幣，而股份則在2012年6月12日於深圳證券交易所中小板上市。该公司總部位於广州市珠江新城华夏路49号津滨腾越大厦北塔21楼。
2022年1月，原宏大爆破更名为宏大控股集团。

## 連結
- 官方网站（页面存档备份，存于）